# Fandango (wrestler)
Curtis Jonathan Hussey, meglio conosciuto con il ring name Fandango (Standish, 22 luglio 1983), è un wrestler statunitense sotto contratto con la Total Nonstop Action Wrestling, dove si esibisce con il ring name Dirty Dango.
Hussey è noto maggiormente per i suoi trascorsi in WWE dal 2006 al 2021 come Fandango vincendo la quarta stagione di NXT e, nel 2020, l'NXT Tag Team Championship con Tyler Breeze.

## Carriera

### WWE (2006–2021)

#### Deep South Wrestling (2006–2008)
Nel 2006 firma un contratto di sviluppo con la World Wrestling Entertainment e viene mandato nella Deep South Wrestling. Fa il suo debutto il 9 novembre 2006 perdendo contro David Heath. Dopo alcune sconfitte nelle settimane successive, Curtis segna la sua prima vittoria in un tag team match con Robert Anthony sconfiggendo Shawn Shulz e Chris Tomas. Curtis continua a vincere col suo partner fino a quando perdono il match valido per il DSW Tag Team Championship contro Mike Knox e Derick Neikirk il 15 marzo. Dopo il match diventa un wrestler singolo e nel suo ultimo match in DSW batte Frankie Coverdale.

#### Florida Championship Wrestling (2008–2010)
Nel 2008, dopo la chiusura della Deep South Wrestling, tutti gli atleti vengono trasferiti alla Florida Championship Wrestling. Il 26 giugno fa il suo debutto sconfiggendo il suo ex tag team partner Robert Anthony. Dopo vari successi sia in singolo che in coppia, Curtis batte Chris Gray e diventa 1st contender per il Southern Heavyweight Championship; tuttavia, l'8 gennaio perde il match valido per il titolo contro l'allora campione Ted DiBiase Jr. Johnny Curtis fa un'apparizione il 18 settembre durante una puntata di SmackDown! in un dark match sconfiggendo Armando Estrada.
L'11 dicembre 2008, Curtis insieme a Tyler Reks sconfigge DH Smith e TJ Wilson e conquista l'FCW Florida Tag Team Championship. Dopo aver difeso i titoli con successo in diverse occasioni iniziano un feud con Caylen Croft e Trent Baretta. Proprio contro di loro, perdono i titoli il 30 aprile 2009 poiché Curtis non si presentò al match e Tyler Reks dovette affrontare in un 2 on 1 handicap match entrambi gli avversari.
Successivamente Reks fu chiamato nel main roster e Curtis cambia nome in Jonathan Curtis. Prova l'attacco al Florida Heavyweight Championship detenuto da Tyler Reks (che era rimasto anche un wrestler FCW) ma perde. Il rematch avviene il 2 luglio, ma questa volta è un triple treath match e nella sfida è compreso anche Alex Riley ma Reks difende il titolo. Dopo il match Curtis turna nuovamente face e cambia il nome in Johnny Curtis.
A inizio 2010, Curtis inizia a partecipare agli house show di Raw perdendo prima contro Evan Bourne e poi contro Paul Burchill. In un dark match, perde contro Kung Fu Naki il 19 gennaio. Il 12 agosto 2010, Curtis insieme a Derrick Bateman vince l'FCW Florida Tag Team Championship in un three-way tag team match contro Brodus Clay e Donny Marlow e i precedenti campioni Hunico ed Epico. Il 4 novembre i due perdono i titoli contro Wes Brisco e Xavier Woods.

#### NXT(2010–2012)
Curtis ha preso parte alla quarta stagione di NXT, con R-Truth come mentore. Ha fatto il suo debutto nel ring nella puntata di NXT del 7 dicembre, sconfiggendo un altro partecipante alla quarta stagione, Jacob Novak in un incontro singolo. La settimana successiva, Curtis non è riuscita a vincere la sfida del "Karaoke", ma ha vinto la sfida "Obstacle Course", ottenendo alcuni punti immunità. Nella puntata di NXT del 21 dicembre, Curtis ha perso la sfida "Wheelbarroiw Race", ed ha subìto la sua prima sconfitta nella rivincita contro Jacob Novak. Curtis è stato poi sconfitto da Dolph Ziggler il 28 dicembre a NXT, e successivamente ha vinto la "Power of the Punch" challenge e il "Talent Show" contest. Nella puntata di NXT del 4 gennaio 2011, Curtis è stato sconfitto da Brodus Clay, e successivamente è stato annunciato che non sarebbe stato eliminato quella settimana in quanto aveva l'immunità. La settimana seguente, Curtis ha perso sia la "Slingshot Challenge" sia la "Superstar Password Challenge", e nella stessa sera ha sconfitto Ted DiBiase, nonostante l'interferenza del suo rookie Brodus Clay. Nella puntata di NXT del 25 gennaio, Curtis partecipa al Fatal 4-Way a eliminazione fra rookies, ma viene eliminato per ultimo da Brodus Clay. Nel dark match della puntata di Raw del 31 gennaio, viene nuovamente sconfitto da William Regal. Nella puntata di NXT del 1º febbraio, Johnny Curtis vince una sfida di braccio di ferro battendo in finale Brodus Clay per squalifica, aggiudicandosi 3 punti immunità. Più tardi, la stessa sera, in coppia con R-Truth viene sconfitto da Daniel Bryan e Derrick Bateman mentre a NXT dell'8 febbraio, viene sconfitto in un match singolo da Brodus Clay. Nella puntata di NXT del 22 febbraio, Curtis vince una prova e conquista 3 punti immunità e dopo vince un triple treath match contro Brodus Clay e Derrick Bateman, schienando Bateman. A fine puntata, Bateman viene eliminato e Curtis accede alla finale di NXT insieme a Brodus Clay, che lo attacca a fine puntata. Nella puntata del 1º marzo, l'ultima di NXT, viene sconfitto da Brodus Clay, ma alla fine è lui a spuntarla e a diventare il vincitore della quarta edizione di NXT, conquistando il diritto di un match di coppia titolato, con il suo Pro R-Truth. Nonostante non abbia ancora esordito, a WrestleMania XXVII ha partecipato alla battle royal a 22 uomini nel dark match, non riuscendo a vincerla.
Johnny Curtis esordisce nella puntata di SmackDown del 4 giugno 2011, a distanza di ben quattro mesi dalla vittoria di NXT, in un segmento nel backstage dove dice che il suo match valido per i titoli di coppia insieme ad R-Truth è stato annullato in quanto questo impegnato in una rivalità contro John Cena per il titolo WWE. Nelle settimane seguenti si esibisce in promo nel backstage. Fa il suo debutto sul ring nella puntata del 12 agosto perdendo contro Mark Henry. Nella puntata successiva di SmackDown, Curtis partecipa alla battle royal per decretare lo sfidante di Randy Orton a Night of Champions in un match valido per il World Heavyweight Championship ma viene eliminato da Wade Barrett. Nella puntata di Superstars del 15 settembre, è impegnato in un match di coppia insieme a Trent Baretta contro Jey e Jimmy Uso, nel quale a prevalere è il duo samoano. Il 14 ottobre, a SmackDown, partecipa alla Battle Royal promossa da Theodore Long e John Laurinaitis nella quale il vincitore avrebbe potuto sfidare un campione a sua scelta in un match titolato, ma viene eliminato. Il 2 novembre, ritorna ad NXT eccezionalmente per far coppia con Tyson Kidd in un match contro Jey & Jimmy Uso, presentandosi da Heel. Tuttavia, i due perdono il match. La settimana successiva a NXT, in coppia con l'ex compagno della FCW Derrick Bateman, sfida Titus O'Neil e Percy Watson, vincendo il suo primo match da quando ha debuttato a SmackDown. La sua striscia positiva dura però poco, poiché solo sette giorni dopo viene superato da Yoshi Tatsu. Il 29 novembre, Curtis prende parte a ben due match: nell'edizione di NXT, vince un match di coppia insieme a Tyson Kidd contro la coppia formata da Yoshi Tatsu e Trent Baretta mentre in quel di SmackDown "Holiday Special", prende parte ad una Battle Royal dalla quale viene però eliminato per mano di Sheamus. Nella puntata di NXT del 6 dicembre, affronta Derrick Bateman, venendo però sconfitto. Tuttavia, si riscatta soli sette giorni dopo, battendo Percy Watson. Nella puntata pre-natalizia di NXT, Curtis viene inserito in un match di coppia insieme al suo nemico Bateman contro gli Usos, nel quale Derrick abbandona Johnny nel ring e viene schienato, perdendo la contesa. Nell'ultima puntata di NXT del 2011, Curtis perde contro Bateman ma riesce a conquistare Maxine. Curtis inizia poi il 2012 abbastanza bene, vincendo contro la Superstar di Raw Alex Riley nel main event della puntata del 10 gennaio di NXT. Il 17 agosto, ha luogo il matrimonio fra Curtis e Maxine che finisce con la Diva che rifila uno schiaffo a Curtis e ritorna con Bateman. Nell'edizione di Superstars del 9 febbraio, Curtis perde contro Yoshi Tatsu. Cinque giorni dopo, ad NXT, fa coppia con Heath Slater, ma i due perdono contro Derrick Bateman e Justin Gabriel. Il 7 marzo, ad NXT batte Yoshi Tatsu ma poi, il 14 marzo nel corso di una puntata dedicata ai Tag Teams, Curtis fa coppia con Maxine perdendo contro Bateman e Kaitlyn. Nella puntata dell'11 aprile, batte Percy Watson via roll-up. Nella puntata di NXT del 24 aprile, perde contro Tyson Kidd dopo un match combattutissimo. Sette giorni dopo, perde anche in coppia con JTG contro Tyson Kidd e Alex Riley. Nella puntata del 9 maggio, continua a perdere insieme a Michael McGillicutty contro Tyson Kidd e Percy Watson. Nell'edizione del 23 maggio, perde in coppia con Drew McIntyre contro Ezekiel Jackson e The Great Khali. Sette giorni dopo, nel main event, perde un match a 6 uomini in squadra con JTG e Michael McGillicutty contro Derrick Bateman, Percy Watson e il rientrante Justin Gabriel. Nella puntata del 6 giugno, perde in coppia con Heath Slater contro Justin Gabriel e Tyson Kidd. Continua a perdere la settimana dopo, insieme a Michael McGillicutty, contro gli Usos. Il 20 giugno, termina NXT Redemption.
Curtis tuttavia, rimane ad NXT sesta stagione, dove combatte il 27 giugno, perdendo contro Derrick Bateman. Nella puntata di Superstars del 19 luglio, Bateman fa coppia con Curtis, ma i due perdono contro gli Usos. Il 25 luglio ad NXT, vince insieme a Michael McGillicutty contro Derrick Bateman e Bo Dallas. Il 16 agosto, a Superstars, fa coppia con Michael McGillicutty, venendo sconfitti dagli Usos. Nella puntata di NXT del 22 agosto, fa coppia con McGillicutty, perdendo di nuovo però, contro Justin Gabriel e Tyson Kidd. Il 30 agosto, a Superstars, viene sconfitto da Ryback. Il 19 settembre, ha un match ad NXT contro il rientrante Trent Baretta, che viene vinto da quest'ultimo. Il 10 ottobre, perde di nuovo, contro Bo Dallas. Il 31 ottobre, fa coppia ancora con Michael McGillicutty, ma i due stavolta perdono contro gli Usos. Nonostante ciò, insieme a McGillicutty, utilizza la title shot vinta ad NXT del 2011 per i titoli di coppia contro i campioni Team Hell No ad NXT, ma perdono.

#### Main roster e varie faide (2012–2016)

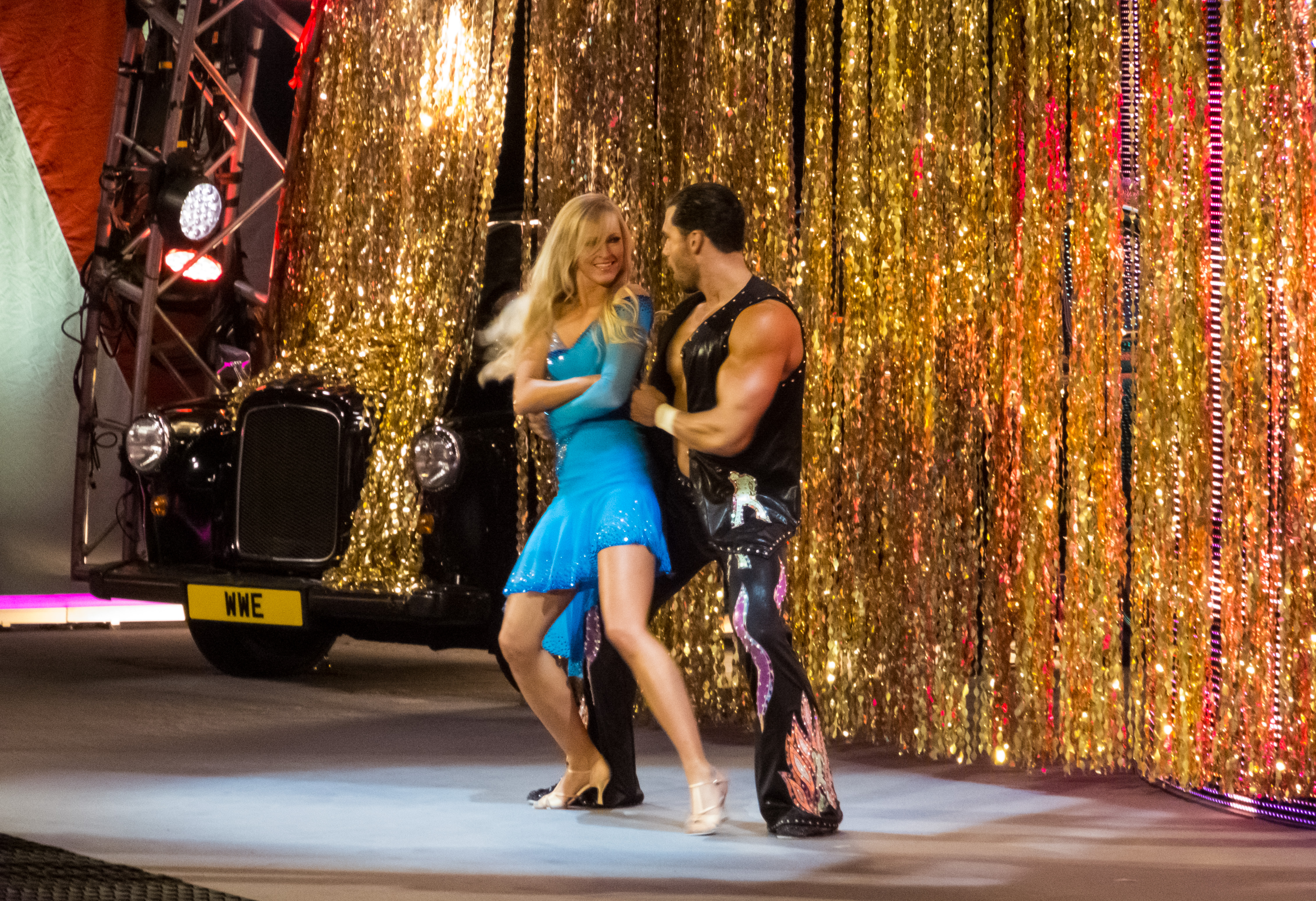
Fandango e Summer Rae

Il 5 novembre a Raw viene mandato un promo di un personaggio di nome Fandango. Debutta nell'edizione di SmackDown del 1º marzo, dove avrebbe dovuto lottare contro Zack Ryder, ma a causa di Matt Striker che ha pronunciato male il suo nome nell'annunciare la sua entrata, si rifiuta di lottare, posticipando il suo debutto. La stessa cosa accade anche la settimana seguente, dove avrebbe dovuto combattere contro Justin Gabriel, ma Lilián García pronuncia, a suo dire, erratamente il suo nome. Nella puntata di Raw del 18 marzo, nel backstage, Chris Jericho ha insultato Fandango. Nella puntata di Smackdown del 22 marzo, Fandango aggredisce Jericho durante il suo match con Jack Swagger. La stessa cosa succede anche nel Raw del 25 marzo, dove interviene alla fine del match tra Y2J e Dolph Ziggler. Nella stessa sera viene ufficializzato il match tra Jericho e Fandango che dunque debutterà sul ring a WrestleMania 29 dove sconfiggerà Chris Jericho e il giorno dopo, a RAW, il pubblico canterà a squarciagola il tema della sua musica d'ingresso, portandola addirittura a scalare le classifiche di iTunes UK.
Ad Extreme Rules perde il re-match contro Chris Jericho. Torna nella puntata di Monday Night Raw del 27 giugno perdendo per count-out contro
Sheamus. Su WWE.COM viene reso noto che Fandango resterà fuori dal ring per qualche settimana a causa di un piccolo infortunio.
A Money In The Bank non riesce a vincere la valigetta valido per il contratto per il World Heavyweight Championship. Nella puntata di Raw del 22 luglio 2013 viene sconfitto da Cody Rhodes. Nella puntata di Raw del 5 agosto perde contro Kofi Kingston. Ciò nonostante nella puntata di Smackdown del 9 agosto ottiene la sua rivincita sconfiggendo il ghanese. Nella puntata di Raw del 12 agosto partecipa ad una Battle Royal a 20 uomini per decretare il contendente numero 1 allo United States Championship detenuto da Dean Ambrose e quindi per affrontarlo al PPV SummerSlam 2013; tuttavia non riesce a vincere venendo eliminato da R-Truth.
A Night of Champions viene sconfitto da The Miz. A Hell in a Cell Fandango e Summer Rae battono Natalya e The Great Khali. Nella puntata di WWE Main Event del 27 novembre viene sconfitto da Kofi Kingston. Nella puntata di WWE Superstars del 28 novembre perde contro Zack Ryder. Nell'edizione di WWE Raw del 2 dicembre viene sconfitto da Mark Henry. Nella puntata di WWE SmackDown del 6 dicembre perde contro Big E Langston. Nella puntata di Raw dedicata agli Slammy Awards del 9 dicembre Fandango perde contro Daniel Bryan. A TLC Fandango batte Dolph Ziggler nel Kick Off. Nella puntata di Raw del 16 dicembre Fandango perde contro Dolph Ziggler. Nella puntata di SmackDown del 20 dicembre Fandango sconfigge Kofi Kingston. Nella puntata di Raw del 23 dicembre Fandango sconfigge Dolph Ziggler diventando il nuovo contendente all'Intercontinental Championship dove Fandango e Big E Langston si sfideranno nell'ultima puntata di Raw del 2013. Nella puntata di Raw del 30 dicembre Fandango viene sconfitto da Big E Langston non riuscendo a conquistare il titolo intercontinentale. Partecipa alla Royal Rumble col numero 19 venendo eliminato da El Torito.
La puntata di Raw del 27 gennaio viene battuto da R truth. La sua attuale valletta non è più Summer Rae, bensì Layla. A Wrestlemania XXX partecipa all'Andrè The Giant Memorial, la Battle Royal tenuta in onore del gigante, dove viene eliminato da Sheamus. Nella puntata di SmackDown del 9 maggio in coppia con Layla sconfigge Santino Marella e Emma in un mixed-tag team match. l'11 luglio a SmackDown, perde per countout contro Adam Rose a causa dell'intervento di Summer Rae che attacca Layla. A Battleground, nel kick-off, viene sconfitto da Adam Rose. Il 21 luglio a Raw, viene sconfitto da Zack Ryder. Nella puntata di Raw del 28 luglio, perde contro Diego. Nella puntata del 28 agosto di Superstars, vince contro R-Truth.
Il 23 novembre alle Survivor Series, fa il suo ritorno venendo accompagnato da Rosa Mendes e con una nuova musica d'ingresso, nel Kick-Off sconfigge Justin Gabriel. La notte successiva a Raw, sconfigge nuovamente Gabriel. Nella puntata di Main Event del 2 dicembre, sconfigge R-Truth. Alla Royal Rumble partecipa all'omonimo match ma viene eliminato da Rusev.
Nella puntata di Superstars del 6 febbraio, sconfigge Adam Rose venendo acclamato dal pubblico durante e dopo il match. Stessa settimana a SmackDown si conferma, sconfiggendo ancora Rose. Nella puntata del 12 febbraio di SmackDown, continua il suo feud con Rose, battendolo ancora. Il 20 febbraio a Superstars lo sconfigge ancora, concludendo ufficialmente il feud tra i due. Nella puntata del 24 febbraio, vince ancora battendo, Curtis Axel. Nella puntata del 3 marzo di Main Event, batte ancora Axel. Mentre la settimana dopo sempre a Main Event, batte Adam Rose. In quella del 24 marzo sempre di Main Event, sconfigge Heath Slater. Il 3 aprile a Superstars, sconfigge anche Jack Swagger, e la stessa settimana a Main Event batte R-Truth. Nella puntata del 13 aprile di Raw perde contro Stardust, e dopo il match si mette a ballare sulle note della sua vecchia Theme Song, effettuando un turn face. Stessa settimana a SmackDown, conferma il suo turn face, scaricando Rosa Mendes, e nella stessa serata affronta Adam Rose, vincendo. Nella puntata di Raw del 4 maggio viene sconfitto da Rusev. Il 7 maggio, a SmackDown, perde contro Luke Harper e l'11 maggio, a Raw, perde contro Erick Rowan. Il 9 luglio a SmackDown perde nuovamente e pesantemente contro Rusev. Il 27 luglio a Raw perde ancora contro Neville. Torna nella puntata di SmackDown del 12 novembre dove viene pesantemente sconfitto da Braun Strowman.

#### Breezango (2016–2019)
Dopo un periodo di assenza Fandango tornò nella puntata di Raw del 21 marzo 2016 dove venne sconfitto da Chris Jericho. Nella puntata di SmackDown del 14 aprile prese il posto di R-Truth nel tag team formato con Goldust, i "GoldDango", e i due presero parte ad un torneo per decretare i contendenti n°1 al WWE Tag Team Championship detenuti dal New Day dove affrontarono nei quarti di finale i Vaudevillains ma vennero sconfitti ed eliminati. Nella puntata di SmackDown del 12 maggio i GoldDango affrontarono i Gorgeous Truth, il nuovo team formato da R-Truth e Tyler Breeze, e furono questi ultimi a trionfare a causa del turn heel di Fandango che attaccò Goldust (dopo che questi e R-Truth si erano rifiutati di combattere contro), permettendo a Breeze di effettuare lo schienamento vincente. Nella puntata di Raw del 16 maggio i Breezango (il nuovo team formato da Tyler Breeze e Fandango) debuttarono ufficialmente sconfiggendo i Golden Truth (Goldust e R-Truth), a causa di un errore di R-Truth. Il 19 giugno, nel Kickoff di Money in the Bank, i Breezango vennero sconfitti dai Golden Truth.
Con la Draft Lottery del 19 luglio i Breezango passarono al roster di SmackDown. Il 24 luglio, nel Kickoff di Battleground, i Breezango trionfarono sugli Usos. Nella puntata di SmackDown del 26 luglio i Breezango parteciparono ad una Battle Royal per determinare uno dei sei sfidanti del Six-Pack Challenge match per determinare il contendente n°1 al WWE World Championship di Dean Ambrose ma vennero eliminati da Kane. Nel Kickoff di SummerSlam del 21 agosto i Breezango, gli Ascension e i Vaudevillains vennero sconfitti dagli American Alpha, gli Hype Bros e gli Usos in un altro 12-Man Tag Team match. Nella puntata di SmackDown del 23 agosto venne annunciato lo SmackDown Tag Team Championship e, per questo motivo, venne indetto un torneo per decretare i due team che si sarebbero affrontati l'11 settembre a Backlash; quella stessa sera, i Breezango affrontarono gli American Alpha nei quarti di finale ma vennero sconfitti ed eliminati. Nella puntata di SmackDown dell'8 novembre i Breezango adottarono la gimmick di due poliziotti e sconfissero i Vaudevillains, entrando dunque a far parte del Team SmackDown per Survivor Series, dove presero parte al 10-on-10 Traditional Survivor Series Tag Team Elimination match come parte del Team SmackDown contro il Team Raw, ma vennero eliminati dal New Day (Big E e Kofi Kingston). Nella puntata di SmackDown del 22 novembre i Breezango parteciparono ad un Tag Team Turmoil match per decretare i contendenti n°1 allo SmackDown Tag Team Championship di Heath Slater e Rhyno ma vennero eliminati dagli American Alpha. Nella puntata di SmackDown del 13 dicembre i Breezango parteciparono ad una Battle Royal per determinare i contendenti n°1 allo SmackDown Tag Team Championship che comprendeva anche gli American Alpha, gli Ascension, Heath Slater e Rhyno, gli Hype Bros e i Vaudevillains ma vennero eliminati. Nella puntata di SmackDown del 24 gennaio i Breezango parteciparono ad una Battle Royal per guadagnare un posto nel Royal Rumble match del 2017 ma vennero eliminati da Mojo Rawley. Il 12 febbraio, ad Elimination Chamber, i Breezango parteciparono ad un Tag Team Turmoil match per lo SmackDown Tag Team Championship degli American Alpha ma vennero eliminati da Heath Slater e Rhyno. Il 2 aprile, nel Kickoff di WrestleMania 33, Fandango partecipò all'annuale André the Giant Memorial Battle Royal ma venne eliminato. Nella puntata di SmackDown del 25 aprile i Breezango (che effettuarono contestualmente un turn face) sconfissero gli Ascension in un Beat the Clock Challenge match, diventando i contendenti n°1 allo SmackDown Tag Team Championship degli Usos. Il 21 maggio, a Backlash, i Breezango vennero sconfitti dagli Usos, fallendo l'assalto allo SmackDown Tag Team Championship. Nella puntata di SmackDown del 23 maggio i Breezango affrontarono nuovamente gli Usos nella rivincita per lo SmackDown Tag Team Championship ma vennero sconfitti. Il 18 giugno, a Money in the Bank, i Breezango sconfissero gli Ascension. Nella puntata di SmackDown del 4 luglio i Breezango parteciparono all'Indipendence Day Battle Royal per determinare il contendente n°1 allo United States Championship di Kevin Owens ma vennero eliminati da Erick Rowan. Nella puntata di SmackDown del 10 ottobre i Breezango parteciparono ad un Fatal 4-Way match che comprendeva anche gli Ascension, Chad Gable e Shelton Benjamin e gli Hype Bros per determinare i contendenti n°1 allo SmackDown Tag Team Championship degli Usos ma il match venne vinto da Benjamin e Gable. Il 19 novembre, nel Kickoff di Survivor Series, i Breezango vennero sconfitti da Kevin Owens e Sami Zayn. Il 17 dicembre, a Clash of Champions, i Breezango vennero pesantemente sconfitti dai Bludgeon Brothers. L'11 marzo, nel Kickoff di Fastlane, i Breezango e Tye Dillinger sconfissero Chad Gable, Shelton Benjamin e Mojo Rawley. L'8 aprile, nel Kickoff di WrestleMania 34, Fandango partecipò all'annuale André the Giant Memorial Battle Royal ma venne eliminato da Kane. Con lo Shake-Up del 16 aprile i Breezango passarono al roster di Raw. Il 27 aprile, a Greatest Royal Rumble, Fandango partecipò al Royal Rumble match a 50 uomini entrando col numero 26 ma venne eliminato da Mojo Rawley. Nella puntata di Raw del 4 giugno i Breezango parteciparono ad una Tag Team Battle Royal per determinare i contendenti n°1 al Raw Tag Team Championship di Bray Wyatt e Matt Hardy ma vennero eliminati dai Revival. In seguito, Fandango riportò un infortunio alla spalla che lo avrebbe tenuto fuori dalle scene per un tempo di sei mesi. Successivamente, Breeze tornò nel territorio di sviluppo di NXT il 22 maggio 2019, segnando di fatto la fine temporanea dei Breezango.

#### Ritorno aNXT(2019–2021)
Nella puntata di NXT del 31 luglio 2019 Fandango tornò a sorpresa nello show salvando Tyler Breeze dai Forgotten Sons e riformando i Breezango, sconfiggendo poi Steve Cutler e Wesley Blake del trio il successivo 14 agosto (ad NXT). Successivamente, venne annunciato il 22 dicembre che Fandango aveva subito un infortunio al braccio che lo avrebbe tenuto fuori dalle scene per un periodo imprecisato. Nella puntata di NXT del 3 giugno i Breezango tornarono in azione vincendo un Triple Threat Tag Team match che comprendeva anche Danny Burch e Oney Lorcan e l'Undisputed Era (Bobby Fish e Roderick Strong) diventando i contendenti n°1 all'NXT Tag Team Championship. Nella puntata di NXT del 17 giugno i Breezango affrontarono l'Imperium (Fabian Aichner e Marcel Barthel) per l'NXT Tag Team Championship ma  vennero sconfitti. L'8 luglio, nella seconda serata di NXT The Great American Bash, i Breezango e Drake Maverick vennero sconfitti dal Legado del Fantasma. Il 22 agosto, nel Pre-show di NXT TakeOver: XXX, i Breezango vinsero un Triple Threat Tag Team match che comprendeva anche Danny Burch e Oney Lorcan e Joaquin Wilde e Raul Mendoza del Legado del Fantasma, diventando i contendenti n°1 all'NXT Tag Team Championship. Nella puntata di NXT del 26 agosto i Breezango sconfissero Fabian Aichner e Marcel Barthel dell'Imperium conquistando così l'NXT Tag Team Championship per la prima volta. Nella puntata speciale NXT Super Tuesday del 1º settembre i Breezango e Isaiah "Swerve" Scott  sconfissero il Legado del Fantasma in un Six-man Street Fight. Nella puntata di NXT del 16 agosto i Breezango difesero con successo i titoli contro Fabian Aichner e Marcel Barthel dell'Imperium. Nella puntata di NXT del 21 ottobre i Breezango persero i titoli contro Danny Burch e Oney Lorcan a causa dell'intervento di Pat McAfee dopo 56 giorni di regno. Nella puntata di NXT dell'11 novembre i Breezango hanno affrontarono nuovamente Burch e Lorcan per l'NXT Tag Team Championship ma vennero sconfitti. Nella puntata di NXT del 13 gennaio 2021 i Breezango vennero sconfitti dall'Undisputed Era (Adam Cole e Roderick Strong) negli ottavi di finale del Dusty Rhodes Tag Team Classic. Successivamente, l'8 aprile, durante il Pre-show della seconda serata di NXT TakeOver: Stand & Deliver, i Breezango vennero sconfitti da Drake Maverick e Killian Dain in un match che avrebbe garantito una title shot ai titoli di coppia di NXT.
Il 25 giugno Fandango venne rilasciato dalla WWE dopo quindici anni.

### Ritorno al circuito indipendente (2021–2022)
Il 15 luglio 2021 rivela che ora si chiamerà Dirty Dango nel circuito indipendente.

## Personaggio

### Mosse finali
- Come Fandango
  - Falcon Arrow (Sitout suplex slam)
  - The Last Dance (Diving leg drop)
  - Swinging reverse STO – inizio 2013
- Come Johnny Curtis
  - A Bid Farewell (Over the shoulder back to belly piledriver) – FCW
  - Diving leg drop
  - Slingshot leg drop – circuito indipendente
  - Sitout suplex slam – WWE

### Manager
- Rosa Mendes
- Summer Rae

### Soprannomi
- "The Premiere Player"
- "The Thoroughbred"
- "Dirty Curty"
- "Simply Johnny Curtis"
- "The Ballroom Brawler/Brute/Dancer"
- "The Dance Expert"
- "Dango"
- "Deputy Dango"

## Titoli e riconoscimenti
- Florida Championship Wrestling
  - FCW Florida Tag Team Championship (2) – con Derrick Bateman (1) e Tyler Reks (1)
- Northeast Championship Wrestling
  - NCW New England Championship (1)
  - NCW Tag Team Championship (1) – con Damian Houston
- Power League Wrestling
  - PLW New England Championship (1)
- Premier Wrestling Federation
  - PWF Northeast Heavyweight Championship (2)
  - PWF Northeast Tag Team Championship (2) – con Kenn Phoenix
- Pro Wrestling Illustrated
  - 116º tra i 500 migliori wrestler singoli nella PWI 500 (2011)
- South Coast Championship Wrestling
  - SCCW Lightweight Championship (1)
- WWE
  - NXT Tag Team Championship (1) – con Tyler Breeze